# Болденон
Болденон — синтетическое стероидное анаболическое инъекционное лекарство, производное мужского полового гормона тестостерона. По структуре сходен с метандростенолоном. Болденон представляет собой молекулу метандростенолона, которая лишена 17-альфа-метиловой группы (эта часть молекулы делает возможным прохождение метандростенолона через печень, не разрушаясь). Сильно стимулирует аппетит, как впрочем и другие анаболические стероиды. Сильнее тестостерона увеличивает эритропоэз, в основном за счет большего количества 5b-метаболитов, например 5b-дигидроболденона. Применяется в ветеринарии и бодибилдинге. Несмотря на различия в физиологии разных животных, превосходно наращивает мышечную массу и ускоряет синтетические процессы. Болденон химически представляет собой молекулу тестостерона, которая имеет двойную связь между 1 и 2 атомом углерода. Данная модификация сделала болденон таким же мощным, как тестостерон, по анаболическим свойствам, тогда как андрогенные свойства препарата выражены в два раза слабее. Препарат существенно увеличивает уровень эритроцитов.
На рынке присутствует в основном в виде эфира — ундецилената, благодаря которому остаётся в крови около 3-4-х недель. Новые формы препарата: болденон ацетат и болденон пропионат имеют такие же эффекты, различие заключается только в длительности действия. Дозировка для спортсменов варьируется в районе 400—1000 мг/нед. Меньшие дозировки болденона ундецилената неэффективны по причине большого веса балластного эфирного «хвоста». Ароматизируется в два раза слабее эквивалентного количества тестостерона. Не вызывает значимой задержки воды. Не обладает прогестагенной активностью, но падение либидо возможно из-за подавления выработки эндогенного тестостерона. По эффективности сравним с нандролона деканоатом, обладая при этом значительно меньшими побочными эффектами.
Оптимальная дозировка болденона ундецилената для наращивания мышечной массы составляет 600—1000 мг, один раз в неделю. Меньшая дозировка как правило малоэффективна, большая дозировка не приводит к лучшим результатам, однако возрастает риск побочных эффектов.

## Особенности применения
Довольно часто болденон комбинируют с приемом других анаболических стероидов (тестостерон пропионатом, тренболон энантатом, станозололом, параболаном и другими), добиваясь тем самым синергетического эффекта. В среднем, длительность курса болденона составляет 10-12 недель)
Болденон, ввиду его низкой ароматизации и способности усиливать венозный рисунок, довольно часто применяют в период «сушки», однако все же наибольшего эффекта от приема препарата можно добиться во время курса по набору массы, ведь именного тогда в полной мере можно использовать способность болденона усиливать аппетит.

## Побочные действия
Хотя болденон примерно в два раза менее андрогенен чем тестостерон, женщинам лучше воздержаться от его применения. Как и все анаболические стероиды, болденон повышает уровень «плохого» холестерина в крови. Болденон хорошо подходит тем людям, которые не переносят высокоандрогенных препаратов. Фермент 5а-редуктаза, конвертирует незначительное количество болденона в дигидроболденон, который является довольно мощным анаболиком (в два раза «сильнее» тестостерона), в то время как тестостерон конвертируется этим ферментом в сильнейший андроген — дигидротестостерон, который обуславливает большую часть андрогенных побочных эффектов тестостерона. Именно из-за неспособности к конвертации в дигидротестостерон, препарат практически не вызывает такие андрогенные побочные эффекты, как облысение, акне, гипертрофия простаты и др., а также в меньшей степени подавляет продукцию тестостерона в организме (только в терапевтических дозировках).
При инъекциях болденона (особенно в случае с большими дозировками) нередко возникает угревая сыпь в области груди, спины и плеч. В большинстве ситуаций случаи столкновения с побочными эффектами приходятся на атлетов, использующих болденон в комбинации с другими препаратами, обладающими высокой андрогенной активностью.При возникновении акне, следует следить за своей кожей, ежедневно купаться, использовать всевозможные гигиенические лосьоны для тела и антибактериальное мыло.